# WHO AWaRe

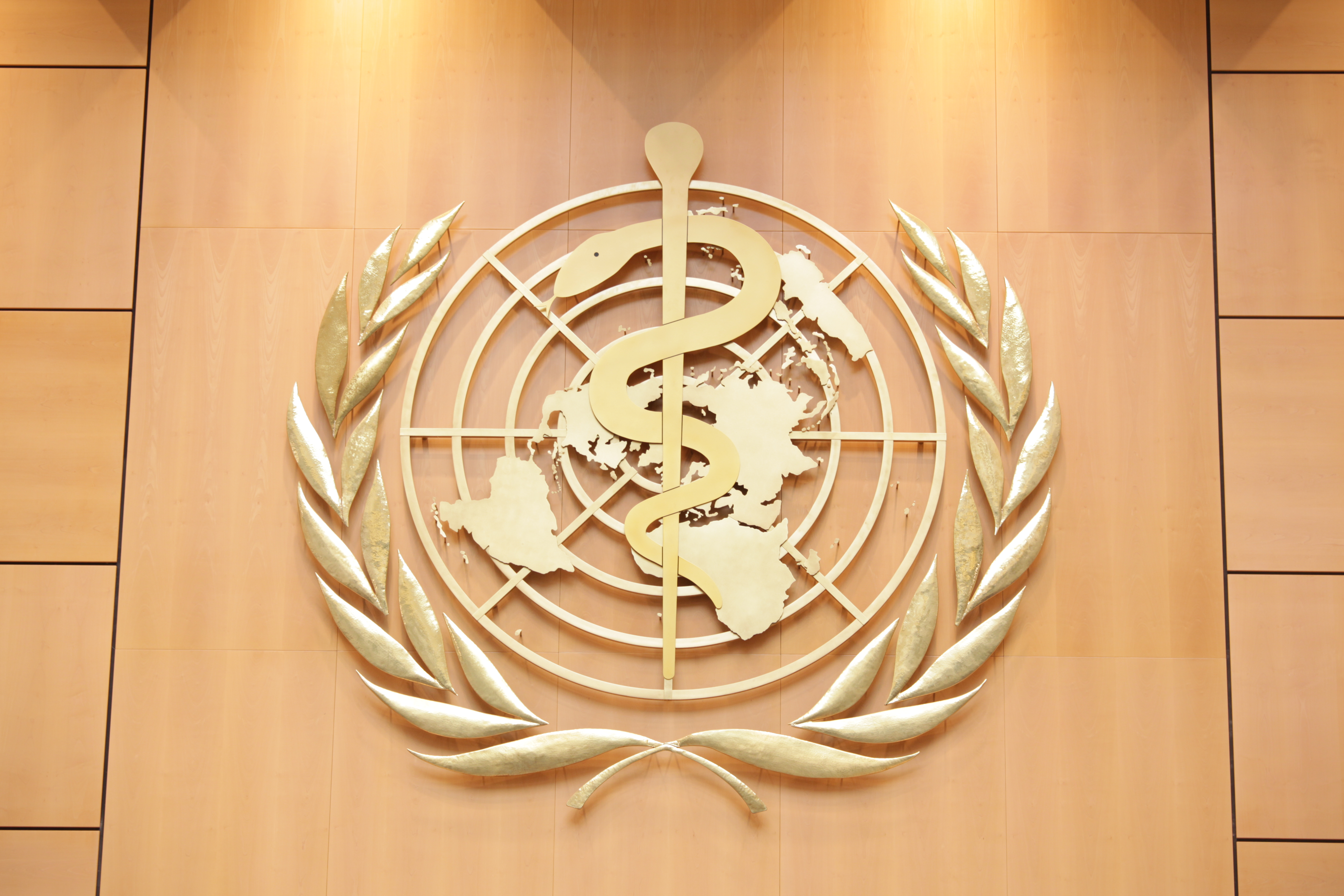
Logotipo da Organização Mundial da Saúde (OMS)

A Classificação AWaRe é um método utilizado para categorizar antibióticos em três grupos a fim de promover o uso apropriado. A classificação é baseada, em parte, no risco de desenvolver resistência antibiótica e sua importância para a medicina. Contudo, não reflete sua eficácia ou força. A classificação é acompanhada pelo livro The WHO AWaRe antibiotic book (Livro de antibióticos da "WHO AWaRe"— tradução livre) que aborda quais e como usar os antibióticos em 34 infecções comuns.
Os três grupos são divididos em "access" (acesso) para uso irrestrito, "watch" (observação) quando se deve ter cautela e "reserve" (exceção) quando o uso é uma exceção em casos onde não há outras alternativas possíveis. A recomendação é que mais de 60% dos antibióticos usados em um país pertençam ao grupo de "acesso".
A classificação foi desenvolvida pela Organização Mundial de Saúde (OMS) e publicada em 2017. Ela faz parte da Lista de Medicamentos Essenciais da OMS. A classificação de 2021 conta com 258 itens. Os desafios em sua implementação incluem a falta de conscientização, pouca iniciativa política e escassez de recursos.

## Classificação

### Acesso
Os antibióticos no grupo de acesso são de baixo risco à resistência antibiótica e são tipicamente recomendados como tratamentos de primeira e segunda linha para infecções. Eles geralmente são acessíveis e seguros. Devem estar prontamente disponíveis quando necessário, sendo estes destacados em verde. Os antibióticos do grupo de acesso incluem amicacina, amoxicilina, amoxicilina/ácido clavulânico, ampicilina, benzilpenicilina, cefalexina, cloranfenicol, clindamicina, doxiciclina e nitrofurantoína. Cerca 60% destes antibióticos podem ser tomados por via oral.

### Observação
Os antibióticos no grupo de observação são tipicamente antibióticos de amplo espectro com maior risco de resistência. São geralmente recomendados apenas em casos onde não há nenhuma outra opção. Devem ser usados com cautela para guardar sua eficácia em casos onde o uso de antibióticos de "acesso" não é recomendado. Os custos geralmente também são mais elevados, sendo estes destacados em amarelo. Incluso nesta categoria está a azitromicina, além de cefalosporina, ciprofloxacina, claritromicina e vancomicina. Cerca de 40% destes antibióticos estão disponíveis para uso oral.

### Exceção
O grupo de exceção, geralmente retirado da Lista de Medicamentos Essenciais da OMS, são opções de última linha e utilizados contra infecções não tratáveis com outros antibióticos, como no caso dos organismos multirresistentes. Eles são destacados em vermelho. Incluso nesta categoria estão a ceftazidima/avibactam, colistina, polimixina B (via oral ou venal) e a linezolida. A fórmula intravenosa da fosfomicina é classificada como "exceção" enquanto a fórmula oral como de "acesso". Cerca de 10% deste grupo está disponível para uso oral.

### Não recomendado
Um quarto grupo ocasionalmente incluso à lista define os antibióticos não recomendados.

## Links externos
- List by the WHO Arquivado em 2023-06-14 no Wayback Machine
- The WHO AWaRe (Access, Watch, Reserve) antibiotic book. [S.l.: s.n.] 9 de dezembro de 2022. Consultado em 16 de agosto de 2023. Cópia arquivada em 13 de julho de 2023